# Friedebert Tuglas

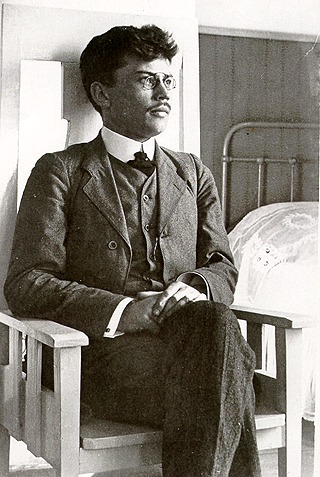
Friedebert Tuglas (1910)

Friedebert Tuglas (* 18. Februarjul. / 2. März 1886greg. in Ahja; † 15. April 1971 in Tallinn) war ein estnischer Schriftsteller, Kritiker, Übersetzer und Literaturwissenschaftler. Bis 1923 trug er den Namen Friedebert Mihkelson.

## Leben

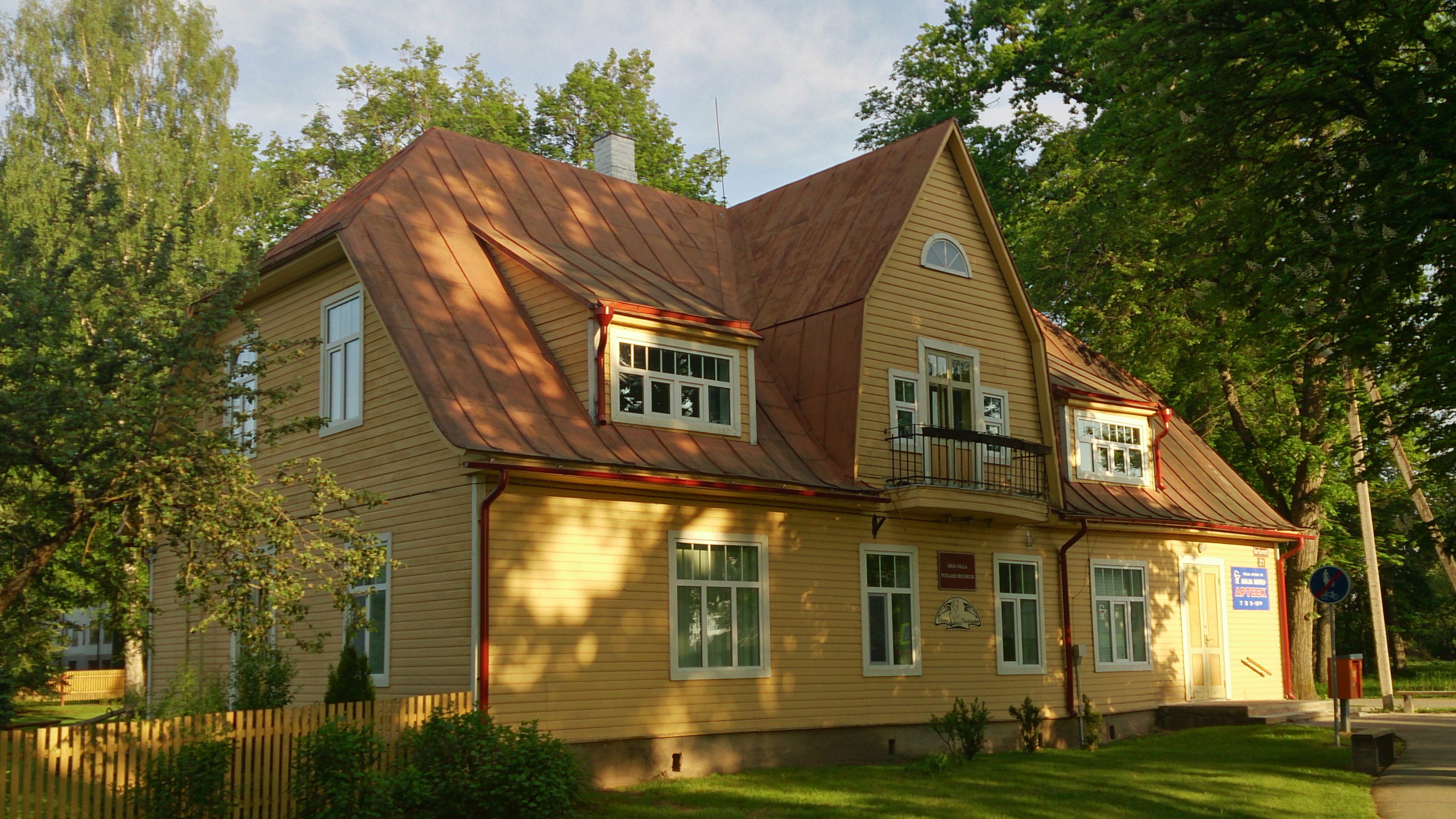
Tuglas-Museum in der Gemeinde Ahja

Friedebert Tuglas wurde auf dem Gut Ahja geboren, wo sein Vater eine Stellung als Tischler hatte. Seit 1901 ging er in Tartu auf die Stadtschule, wo er zum ersten Mal mit Gustav Suits zusammentraf. 1903 verließ er die Schule jedoch wieder, um einem Rausschmiss zuvorzukommen: Er hatte zusammen mit Suits eine Gedenkfeier zum 60. Geburtstag von Lydia Koidula und Mihkel Veske organisiert, was der Schulleitung missfiel. Nach einem Jahr in der Redaktion des Postimees setzte er seine Schulzeit von 1904 bis 1905 auf dem Hugo-Treffner-Gymnasium fort. Sein Bildungsweg endete jedoch abrupt infolge der revolutionären Ereignisse von 1905, an denen er aktiv mitgewirkt hatte. Im Dezember 1905 erfolgte seine Verhaftung in Tallinn, wo er bis Anfang März 1906 im Gefängnis auf dem Domberg inhaftiert blieb.
Nach seiner Freilassung lebte er kurzzeitig in Sankt Petersburg, musste aber bald als politischer Flüchtling ins Exil gehen, wo er die Jahre von 1906 bis 1917 verbrachte. Er lebte hauptsächlich in Finnland, verbrachte fünf Winter in Paris und war kürzere Zeit auch in Deutschland, Belgien und der Schweiz. Darüber hinaus führten ihn Reisen nach Skandinavien, Italien und Spanien.
Im März 1917 konnte Tuglas legal nach Estland zurückkehren, wo er sich aktiv am Aufbau und der Gestaltung des kulturellen Lebens beteiligte und schnell zur anerkannten Autorität des literarischen Feldes wurde. Nach der Sowjetisierung Estlands war er kurzzeitig Chefredakteur von Looming. Als der Zweite Weltkrieg auf Estland übergriff, verbrachte Tuglas zwei Wochen im Sommer 1941 im Wald, bevor er in das dann von den Deutschen besetzte Tartu zurückkehrte. Die Kriegsjahre lebte er zurückgezogen in Tartu und Viljandi.
Nach dem Zweiten Weltkrieg zog Tuglas nach Tallinn, wo er 1946 korrespondierendes Mitglied der Sowjetestnischen Akademie der Wissenschaften wurde. 1949 traf ihn jedoch der Bannstrahl des Stalinismus: Er wurde aus dem Schriftstellerverband geworfen und verlor seine Sonderpension, so dass er sich mit Übersetzungen über Wasser halten musste. Erst im Mai 1955 erfolgte seine vollständige Rehabilitation.
Friedebert Tuglas war verheiratet mit Elo Tuglas (1896–1970), deren veröffentlichte Tagebücher eine wertvolle zeitgeschichtliche Quelle sind. Friedebert Tuglas starb in Tallinn und ist auf dem
Waldfriedhof begraben.

## Literarisches Werk
Tuglas debütierte als Fünfzehnjähriger 1901 mit einer Erzählung und publizierte 1906 sein erstes Buch. In rascher Folge erschienen weitere Bücher, wobei eine zentrale Stellung in seinem literarischen Schaffen die Kurzprosa, genauer gesagt die Novelle einnimmt. Innerhalb der ersten beiden Jahrzehnte des 20. Jahrhunderts verfasste er rund 40 Texte in diesem Genre. Er konzentrierte sich auf diese kleine literarische Form und besticht durch eine „sorgsam ausgewählte und ausgefeilte Sprache.“ Häufig atmet in den Texten eine etwas düstere Stimmung, verbindendes Element der Novellen dieser Zeit ist die Vorstellung „eines tragischen menschlichen Lebens und eines unbegreiflichen Schicksals.“
Neben Reiseberichten und zahllosen literaturkritischen Arbeiten veröffentlichte Tuglas ferner zwei Romane mit autobiographischen Einsprengseln: 1915 erschien der Tagebuchroman Felix Ormusson, der u. a. philosophische Betrachtungen zur Zeit enthält, 1937 folgte der Roman Väike Illimar ('Kleiner Illimar'), der das Leben eines etwa fünfjährigen Jungen am Ende des 19. Jahrhunderts beschreibt.

## Organisator des Literaturbetriebs
Ebenso wichtig war Tuglas‘ Tätigkeit als Organisator des literarischen Lebens. Er war ebenso 1905 an der Gründung der Gruppe Junges Estland beteiligt wie 1917 bei der Künstlergruppierung Siuru und der nachfolgenden Gruppe Tarapita. Daneben redigierte er diverse literarische Zeitschriften Odamees oder Ilo.
Nachdem Estland seine Unabhängigkeit erlangt hatte, wirkte Tuglas entscheidend mit beim Aufbau neuer Strukturen. 1922 initiierte er die Gründung des Estnischen Schriftstellerverbandes und wurde dessen erster Vorsitzender, ein Posten, den er später wiederholt einnahm (1925–1927; 1929–1930; 1937–1939). Ein Jahr später hob er als Sprachrohr des Verbandes die Zeitschrift Looming aus der Taufe, deren erster Chefredakteur er ebenfalls wurde (1923–1926). Ferner verfasste er Monographien über zeitgenössische estnische Autoren wie Juhan Liiv, Anton Hansen Tammsaare, Mait Metsanurk, Eduard Vilde oder Karl Rumor, zusätzlich über Autoren der Weltliteratur wie Henrik Ibsen oder William Shakespeare, ferner auch eine Gesamtdarstellung der estnischen Literatur und zahlreiche Kritiken.
Schließlich war Tuglas ein wichtiger Übersetzer finnischer Literatur. Von ihm stammen unter anderem Übersetzungen von Juhani Aho, Maria Jotuni, Aleksis Kivi und Aino Kallas. Ferner übersetzte er aus dem Russischen (Alexei Nikolajewitsch Tolstoi, Anton Pawlowitsch Tschechow und Maxim Gorki).
Zum Ende seines Lebens stiftete Tuglas einen Novellenpreis, mit dem er das Genre, das ihm selbst am Herzen lag, fördern wollte. Mit dem Preis werden jährlich zwei Novellen estnischsprachiger Schriftsteller, die im Vorjahr erschienen sind, ausgezeichnet. Er ist mit einer Geldprämie und einem bibliophilen Sonderdruck verbunden.

## Auszeichnungen
- 1937 Ehrenmitgliedschaft des Londoner P.E.N.-Clubs
- 1946 Volksschriftsteller der ESSR
- 1972 Friedebert-Tuglas-Novellenpreis

## Bibliographie